# Ernesto di Meclemburgo-Strelitz
Ernesto di Meclemburgo-Strelitz (nome completo in tedesco: Gottlob Ernesto Alberto, duca di Mecklenburg) (Mirow, 27 agosto 1742 – Neustrelitz, 27 gennaio 1814) è stato un nobile tedesco, era un membro della Casa Ducale di Meclemburgo-Strelitz.

## Biografia
Ernesto era il settimogenito e il terzo figlio del duca Carlo Ludovico Federico di Meclemburgo e di sua moglie la principessa Elisabetta Albertina di Sassonia-Hildburghausen.
Era un fratello maggiore della regina Carlotta del Regno Unito, che sposò il re Giorgio III nel 1761.
Ernesto è stato descritto, dal romanziere Sarah Scott, come "un tipo molto carino, con una personalità piacevole". Nel marzo 1762 Ernesto si era, secondo Scott, "perdutamente innamorato di" Mary Eleanor Bowes, la più ricca ereditiera in Gran Bretagna e forse la più ricca d'Europa. Scott ipotizzò che se si fosse organizzato il matrimonio, Ernesto sarebbe diventato ancora più ricco di suo fratello maggiore Adolfo Federico IV, duca di Mecklenburg. Tuttavia, il re Giorgio III vietò il matrimonio, perché disapprovava che il cognato sposasse qualcuno che non avesse il sangue reale.
Alla fine del 1768 alla Casa della Regina (oggi Buckingham Palace), Ernesto prese, insieme a suo nipote, il principe Guglielmo (il futuro re Guglielmo IV) il vaiolo. Come suo fratello Carlo, Ernesto beneficiò dal matrimonio di Carlotta e guadagnò la promozione all'interno dell'esercito di Hannover, di cui Giorgio III era sovrano. Ernesto divenne governatore dell'esercito a Celle, in Hannover, dove venne accolta la sorella di Giorgio III in esilio, la regina Carolina Matilde alla fine del suo matrimonio con Cristiano VII di Danimarca.
Nel 1782 Ernesto tentò di contrarre un matrimonio con una principessa della casa di Holstein-Gottorp, nel tentativo di pagare i suoi numerosi debiti. Carlotta consigliò al fratello di recedere, perché la dote della principessa in questione non sarebbe stata sufficiente a saldare i suoi debiti, e né lei né il marito sarebbero stati in grado di aiutarlo con le loro finanze. Ernesto non si sposò mai.

## Morte
Morì il 27 gennaio 1814 all'età di 71 anni.

## Ascendenza
|                                                 |                                    |                                                  | Genitori                                                   |  |  | Nonni |  |  | Bisnonni                                  |  |  | Trisnonni                            |  |
|                                                 |                                    |                                                  |                                                            |  |  |       |  |  | Adolfo Federico I di Meclemburgo-Schwerin |  |  | Giovanni VII di Meclemburgo-Schwerin |  |
|                                                 |                                    |                                                  |                                                            |  |  |       |  |  | Adolfo Federico I di Meclemburgo-Schwerin |  |  | Giovanni VII di Meclemburgo-Schwerin |  |
|                                                 |                                    | Sofia di Holstein-Gottorp                        |                                                            |  |  |       |  |  | Adolfo Federico I di Meclemburgo-Schwerin |  |  |                                      |  |
| Adolfo Federico II di Meclemburgo-Strelitz      |                                    |                                                  |                                                            |  |  |       |  |  | Adolfo Federico I di Meclemburgo-Schwerin |  |  |                                      |  |
|                                                 |                                    | Maria Caterina di Brunswick-Wolfenbüttel         | Giulio Ernesto di Brunswick-Dannenberg                     |  |  |       |  |  |                                           |  |  |                                      |  |
|                                                 |                                    | Maria Caterina di Brunswick-Wolfenbüttel         | Giulio Ernesto di Brunswick-Dannenberg                     |  |  |       |  |  |                                           |  |  |                                      |  |
|                                                 |                                    | Maria Caterina di Brunswick-Wolfenbüttel         | Maria della Frisia orientale                               |  |  |       |  |  |                                           |  |  |                                      |  |
| Carlo Ludovico Federico di Meclemburgo-Strelitz |                                    | Maria Caterina di Brunswick-Wolfenbüttel         |                                                            |  |  |       |  |  |                                           |  |  |                                      |  |
|                                                 |                                    | Cristiano Guglielmo di Schwarzburg-Sondershausen | Antonio Günther I di Schwarzburg-Sondershausen             |  |  |       |  |  |                                           |  |  |                                      |  |
|                                                 |                                    | Cristiano Guglielmo di Schwarzburg-Sondershausen | Antonio Günther I di Schwarzburg-Sondershausen             |  |  |       |  |  |                                           |  |  |                                      |  |
|                                                 |                                    | Cristiano Guglielmo di Schwarzburg-Sondershausen | Maria Maddalena del Palatinato-Zweibrücken                 |  |  |       |  |  |                                           |  |  |                                      |  |
| Cristiana Emilia di Schwarzburg-Sondershausen   |                                    | Cristiano Guglielmo di Schwarzburg-Sondershausen |                                                            |  |  |       |  |  |                                           |  |  |                                      |  |
|                                                 |                                    | Antonia Sibilla di Barby-Muhlingen               | Alberto Federico I di Barby-Mühlingen                      |  |  |       |  |  |                                           |  |  |                                      |  |
|                                                 |                                    | Antonia Sibilla di Barby-Muhlingen               | Alberto Federico I di Barby-Mühlingen                      |  |  |       |  |  |                                           |  |  |                                      |  |
|                                                 |                                    | Antonia Sibilla di Barby-Muhlingen               | Sofia Ursula di Oldenburg-Delmenhorst                      |  |  |       |  |  |                                           |  |  |                                      |  |
| Ernesto di Meclemburgo-Strelitz                 |                                    | Antonia Sibilla di Barby-Muhlingen               |                                                            |  |  |       |  |  |                                           |  |  |                                      |  |
|                                                 | Ernesto di Sassonia-Hildburghausen | Ernesto I di Sassonia-Gotha-Altenburg            |                                                            |  |  |       |  |  |                                           |  |  |                                      |  |
|                                                 | Ernesto di Sassonia-Hildburghausen | Ernesto I di Sassonia-Gotha-Altenburg            |                                                            |  |  |       |  |  |                                           |  |  |                                      |  |
|                                                 | Ernesto di Sassonia-Hildburghausen | Elisabetta Sofia di Sassonia-Altenburg           |                                                            |  |  |       |  |  |                                           |  |  |                                      |  |
| Ernesto Federico I di Sassonia-Hildburghausen   | Ernesto di Sassonia-Hildburghausen |                                                  |                                                            |  |  |       |  |  |                                           |  |  |                                      |  |
|                                                 |                                    | Sofia Enrichetta di Waldeck                      | Giorgio Federico di Waldeck                                |  |  |       |  |  |                                           |  |  |                                      |  |
|                                                 |                                    | Sofia Enrichetta di Waldeck                      | Giorgio Federico di Waldeck                                |  |  |       |  |  |                                           |  |  |                                      |  |
|                                                 |                                    | Sofia Enrichetta di Waldeck                      | Elisabetta Carlotta di Nassau-Siegen                       |  |  |       |  |  |                                           |  |  |                                      |  |
| Elisabetta Albertina di Sassonia-Hildburghausen |                                    | Sofia Enrichetta di Waldeck                      |                                                            |  |  |       |  |  |                                           |  |  |                                      |  |
|                                                 |                                    | Giorgio I di Erbach-Erbach                       | Giorgio Alberto I di Erbach                                |  |  |       |  |  |                                           |  |  |                                      |  |
|                                                 |                                    | Giorgio I di Erbach-Erbach                       | Giorgio Alberto I di Erbach                                |  |  |       |  |  |                                           |  |  |                                      |  |
|                                                 |                                    | Giorgio I di Erbach-Erbach                       | Elisabetta Dorotea di Hohenlohe-Waldenburg-Schillingsfürst |  |  |       |  |  |                                           |  |  |                                      |  |
| Sofia Albertina di Erbach-Erbach                |                                    | Giorgio I di Erbach-Erbach                       |                                                            |  |  |       |  |  |                                           |  |  |                                      |  |
|                                                 |                                    | Amalia Caterina di Waldeck-Eisenberg             | Filippo Teodoro di Waldeck                                 |  |  |       |  |  |                                           |  |  |                                      |  |
|                                                 |                                    | Amalia Caterina di Waldeck-Eisenberg             | Filippo Teodoro di Waldeck                                 |  |  |       |  |  |                                           |  |  |                                      |  |
|                                                 |                                    | Amalia Caterina di Waldeck-Eisenberg             | Maria Maddalena del Palatinato-Zweibrücken                 |  |  |       |  |  |                                           |  |  |                                      |  |
|                                                 |                                    | Amalia Caterina di Waldeck-Eisenberg             |                                                            |  |  |       |  |  |                                           |  |  |                                      |  |

## Titoli
- 27 agosto 1742-27 gennaio 1814: Sua Altezza Serenissima il duca Ernesto di Meclemburgo-Strelitz